# Nur ad-Din Hani Muhammad Dżuma Hasan
Nur ad-Din Hani Muhammad Dżuma Hasan (Noureldin Hany Mohamed Gomaa Hassan, arab. نور الدين هاني محمد جمعه حسن; ur. 2 marca 1998) – egipski zapaśnik walczący przeważnie w stylu klasycznym. Wicemistrz igrzysk afrykańskich w 2019. Złoty medalista mistrzostw Afryki w 2024 i brązowy w 2020 i 2022. Trzeci na igrzyskach śródziemnomorskich w 2022. Triumfator mistrzostw arabskich w 2019 i drugi w 2022 roku.